# Emmanuel Marie Amédée Lebeau
Pour les articles homonymes, voir Lebeau.
Emmanuel Marie Amédée Lebeau est un homme politique français né le 7 novembre 1765 à La Nouvelle-Orléans (États-Unis) et décédé le 14 mai 1846 à Paris.
Avocat général à la Cour de Cassation, il est député de Seine-et-Oise de 1825 à 1827, siégeant à droite et soutenant les gouvernements de la Restauration. Il devient conseiller à la Cour de Cassation en 1832.

## Sources
- « Emmanuel Marie Amédée Lebeau », dans Adolphe Robert et Gaston Cougny, Dictionnaire des parlementaires français, Edgar Bourloton, 1889-1891 [détail de l’édition]